# Eden, Vermont
Eden är en kommun (town) i Lamoille County i delstaten Vermont i USA. Vid folkräkningen år 2000 bodde 1 152 personer på orten. Den har enligt United States Census Bureau en area på totalt 166,5 km², varav 1,8 km² är vatten. 2010 uppmättes invånarantalet till 1 323.

### Fotnoter
1. ↑  ”Community Facts” (på engelska). American Factfinder. 17 mars 2010. Arkiverad från originalet den 10 december 2014. https://web.archive.org/web/20141210041242/http://factfinder2.census.gov/faces/nav/jsf/pages/community_facts.xhtml. Läst 26 maj 2014.